# 925 (szám)
A 925 (római számmal: CMXXV) egy természetes szám, középpontos négyzetszám.

## A szám a matematikában
A tízes számrendszerbeli 925-ös a kettes számrendszerben 1110011101, a nyolcas számrendszerben 1635, a tizenhatos számrendszerben 39D alakban írható fel.
A 925 páratlan szám, összetett szám, kanonikus alakban az 52 · 371 szorzattal, normálalakban a 9,25 · 102 szorzattal írható fel. Hat osztója van a természetes számok halmazán, ezek növekvő sorrendben: 1, 5, 25, 37, 185 és 925.
Ötszögszám.
A 925 négyzete 855 625, köbe 791 453 125, négyzetgyöke 30,41381, köbgyöke 9,74348, reciproka 0,0010811. A 925 egység sugarú kör kerülete 5811,94641 egység, területe 2 688 025,214 területegység; a 925 egység sugarú gömb térfogata 3 315 231 097,5 térfogategység.